# Vũ Tuấn Đức (nhạc sĩ hải ngoại)
Vũ Tuấn Đức là một ca nhạc sĩ người Mỹ gốc Việt, anh có một thời gian dài cộng tác với Trung tâm Asia với vai trò ca sĩ và hòa âm. Từ năm 2016, Vũ Tuấn Đức trở thành Giám đốc Âm nhạc của trung tâm này.

## Tiểu sử & sự nghiệp

### Tuổi thơ
Nhạc sĩ Vũ Tuấn Đức sinh ngày 25 tháng 6 năm 1960 tại Thủ Đức, Sài Gòn trong một gia đình Công giáo có 12 người con, 7 trai 5 gái. Vì gia đình đông con nên bố mẹ anh có một đời sống khá vất vả về kinh tế. Gia đình anh từ miền Bắc di cư vào Nam năm 1954 và sau đó chọn Nha Trang là nơi định cư.
Thời niên thiếu, do nhà nghèo không có tiền mua nhạc cụ, anh lớn học trường kỹ thuật khéo tay dùng mấy thùng thiếc, thùng phi, chảo đồng chế thành bộ trống để cho Vũ Tuấn Đức chơi trong ban nhạc gia đình gồm mấy anh em, lấy tên là Ban Nhạc Thùng Thiếc.
Một kỷ niệm nhớ mãi trong đời âm nhạc của Vũ Tuấn Đức là lúc mới 9 tuổi đã đánh trống cùng ban nhạc Thùng Thiếc trình diễn tại Ty Thông Tin Nha Trang trước mấy ngàn khán giả. Anh nhớ lại buổi hôm đó được giới thiệu là Thần đồng Thùng Thiếc, được mọi người vỗ tay tán thưởng.
Năm 1972, gia đình cho anh theo học tiểu Chủng viện Kon Tum, đến khi nơi này bị pháo kích, gia đình anh lại dọn về ở Đà Lạt, cũng từ đó âm nhạc đã đến với anh bằng một sự đam mê mãnh liệt.
Nhờ có năng khiếu nên ngày 30 tháng 4 năm 1975, anh cùng gia đình di tản sang Mỹ. Trong thời gian học hành ở chủng viện đã giúp cho Vũ Tuấn Đức có những kiến thức căn bản về âm nhạc.

### Tại Hải ngoại
Cùng gia đình định cư đầu tiên ở tiểu bang Alabama. Sống ở đây được một năm, anh chuyển về California. Lúc này Vũ Tuấn Đức gặp một thầy người Mỹ dạy miễn phí cho anh môn dương cầm, một loại nhạc mới. Và khi lên đại học, anh học thêm ở những lớp về âm nhạc của trường Fullerton College. Đây là thời gian anh bắt đầu vừa học và vừa chơi nhạc cho cộng đồng Việt Nam.
Ban nhạc Anh Tài là ban nhạc đầu tiên anh cộng tác, trong những quán cà phê có ca hát ở Quận Cam, California vào thập niên 1980, anh trở thành tay chơi keyboard độc lập, để các ban nhạc khác mời góp tay trình diễn các nơi như ban nhạc Chí Tài, ban nhạc Tùng Giang, ban nhạc Tuấn Ngọc, ban nhạc Huỳnh Anh, ban nhạc Minh Xuân Minh Phúc. Quán cà phê ca nhạc Làng Văn thời đó rất nổi tiếng, khách vào uống nước và nghe nhạc sống, anh nhớ lại rất thích nghe ca sĩ Tuấn Ngọc mỗi đêm đều hát bản Chiều Nay Không Có Em của Ngô Thụy Miên, "Chiều nay mình lang thang trên phố dài..." .Tiền thù lao chơi đàn của anh mỗi đêm là 30 đô la, vào thập niên 1980 cũng là số tiền kha khá cho nên Vũ Tuấn Đức bắt đầu bước vào nghề nghiệp chơi đàn để sinh sống, sau khi học ngành kỹ sư ở đại học gần bảy năm.
Ban nhạc cuối cùng mà anh chơi là ban nhạc Trung Nghĩa. Rời khỏi ban nhạc này, Vũ Tuấn Đức lập ra phòng thu băng Sound Tech để hòa âm cho các ca sĩ và là trung tâm của băng nhạc. Anh là một trong những người có phòng thu băng rất sớm ở Quận Cam. Anh kể rằng cứ mỗi lần có ca sĩ tới thu băng là chụp một bức hình để dán trên tường làm kỷ niệm và bốn bức tường dày kín những tấm ảnh.
Cuốn album "Nghìn Năm Vẫn Đợi" với tiếng hát Julie, qua những ca khúc nổi tiếng Nhật Bản cùng lời Việt của Khúc Lan, hòa âm Vũ Tuấn Đức trở thành Best Seller và tên tuổi của anh nổi tiếng trong giới hòa âm phòng thu khoảng năm 1988. Đây là cuốn băng rất đặc biệt, vì tất cả các bài hát trong đó, đều được các ca sĩ thu băng lại và rất phổ thông từ hải ngoại đến trong nước cho tới hôm nay. Anh tốn khoảng nửa năm để hòa âm cuốn băng "Nghìn Năm Vẫn Đợi" và dùng các nhạc cụ thật để phối khí như vĩ cầm, dương cầm chứ không phải âm thanh biến chế từ keyboard.
Từ đó, phòng thu Sound Tech tiếp tục thu băng cho nhiều trung tâm như Trung tâm Kim Ngân nhạc Newvave, sau đó là trung tâm Diễm Xưa. Anh hầu như là độc quyền cho trung tâm này, chuyên hòa âm cho các giọng ca của Vũ Khanh, Ý Lan, Thanh Hà, Hoàng Nam, La Sương Sương trong nhiều năm. Rồi kế đến là trung tâm Khánh Hà và Tô Chấn Phong thêm vài năm nữa.
Khán giả biết tới tài sáng tác của anh qua cuốn CD "Chưa Vơi Sầu Đau",  gồm 10 tình khúc trong đó có bản Xin Hãy Rời Xa sau này trở nên rất nổi tiếng. Một vài trung tâm đòi mua cuốn này nhưng Vũ Tuấn Đức từ chối và tự mình phát hành. Dĩ nhiên là tự phát hành thì khó mà thành công, đó là một quyết định mà sau này anh nhìn lại mới thấy là không đúng, nếu để cho trung tâm phổ biến hồi đó, thì có lẽ tên tuổi nhạc sĩ Vũ Tuấn Đức nổi tiếng sớm hơn vài năm.
Sau đó,Vũ Tuấn Đức được trung tâm Asia mời cộng tác để chuyên viết hòa âm cho các bài hát cho đến nay. Và từ đây anh có cơ hội để phổ biến những sáng tác của mình rộng rãi hơn. Lần xuất hiện trên băng hình ca nhạc Asia, Vũ Tuấn Đức bên cây đàn dương cầm hát bản Xin Hãy Rời Xa và nhanh chóng tạo dựng được tiếng vang.
Bản Xin Hãy Rời Xa viết từ năm 1987, thời tuổi trẻ tình cảm nghệ sĩ chơi vơi, tình yêu nay đổ mai vỡ " Khi đã giã từ, người yêu ơi xin hãy rời xa. Cho bao ước mơ theo dòng đời trôi dần sẽ phai nhòa. Giờ đây em đến cho ta đắm say, rồi mai xa cách ta thêm đắng cay "
Với điệu Rumba nhịp nhàng, giai điệu thắm thiết, lời ca nói về mối tình chia xa và tiếng hát Vũ Tuấn Đức ngọt ngào, đã làm bài hát được nhiều người yêu thích. Được hỏi là tại sao đặt tên là Xin Hãy Rời Xa thay vì Gần nhau thì anh cười bảo là:"Muốn dứt khoát vì tình cảm mà ray rức thì đau khổ lắm".
Nối tiếp từ đó, chàng nhạc sĩ có tài đàn, hát và sáng tác phổ biến thêm nhiều ca khúc như Tình Đã Vụt Bay, Tôi Không Còn Yêu Em, Tóc Ngang Bờ Vai... Cho đến nay sự nghiệp âm nhạc của anh đã có mấy chục bản tình ca.
Nói về tài hát thì Vũ Tuấn Đức đã từng hát chung với các anh chị em trong gia đình, trong ban tứ ca Thùy Dương từ nhiều năm trước. Anh hát đơn ca lúc chơi đàn ở quán cà phê Làng Văn, chính Tuấn Ngọc và Jennie Mai đã khen ngợi, khuyến khích giọng ca của anh và khi đi trình diễn nơi xa anh cũng hát vài bản.
Vũ Tuấn Đức cho biết anh thích hòa âm và sáng tác hơn là đi trình diễn. Riêng trong vấn đề hòa âm, anh chủ trương và không cần phải phức tạp mà chỉ cần để accord cho hợp với dòng melody. Vũ tuấn Đức được coi là một trong những nhạc sĩ sáng tác và soạn hòa âm trẻ tuổi gây được nhiều chú ý trong giới nghệ sĩ Việt Nam tại hải ngoại, anh hiện đang làm việc cho trung tâm băng nhạc Asia.
Đầu năm 2020 đến nay, Vũ Tuấn Đức đang cho ra mắt một số MV trên trang Youtube cá nhân.

## Đời tư
Vũ Tuấn Đức kết hôn với ca sĩ Thanh Trúc vào năm 2005 sau 9 năm hẹn hò, cả 2 đã có với nhau một cậu con trai tên D'Jay Vũ.
Giống với vợ mình, anh cũng là một tín hữu Công giáo.

## Xuất hiện trong Chương trình thu hình
| STT | Nhạc phẩm (tác giả)                                                                                           | Hát với           | Chương trình | Năm  |
| --- | --- | ----------------- | ------------ | ---- |
| 1   | Xin Hãy Rời Xa (Vũ Tuấn Đức)                                                                                  | solo              | ASIA 22      | 1998 |
| 2   | Lời Nói Yêu Đầu Tiên (Vũ Tuấn Đức)                                                                            | solo              | ASIA 23      | 1999 |
| 3   | Bờ Cát Trắng (Vũ Tuấn Đức)                                                                                    | Thanh Trúc        | ASIA 25      | 1999 |
| 4   | Mưa Trong Mắt Em (Vũ Tuấn Đức)                                                                                | solo              | ASIA 26      | 1999 |
| 5   | Niềm Cô Đơn Cuối Cùng (Vũ Tuấn Đức, Sỹ Đan)                                                                   | Sỹ Đan            | ASIA 27      | 1999 |
| 6   | Em Là Niềm Cay Đắng (Vũ Tuấn Đức)                                                                             | solo              | ASIA 28      | 2000 |
| 7   | Tình Đã Vụt Bay (Vũ Tuấn Đức)                                                                                 | solo              | ASIA 30      | 2000 |
| 8   | Trọn Đời Yêu Em (Lâm Quốc Cường)                                                                              | Sỹ Đan            | ASIA 33      | 2001 |
| 9   | Hát Cho Tình Yêu (Trúc Hồ, Đức Huy)                                                                           | Sỹ Đan            | ASIA 34      | 2001 |
| 10  | Đêm Màu Trắng (Trúc Hồ, Sỹ Đan)                                                                               | Sỹ Đan            | ASIA 37      | 2002 |
| 11  | Người Về Từ Lòng Đất (Quốc Dũng)                                                                              | Sỹ Đan            | ASIA 41      | 2003 |
| 12  | Mùa Hè Lại Đến (Trúc Hồ, Vũ Tuấn Đức)                                                                         | Sỹ Đan, Thanh Hà  | ASIA 44      | 2004 |
| 13  | Đường Về Miền Bắc (Đoàn Chuẩn, Từ Linh)                                                                       | Nguyên Khang      | ASIA 48      | 2005 |
| 14  | LK Nhạc Pháp: Maman (LV: Thanh Lan), La Vie, C'est Une Histoire D'Amour (LV: Lê Hựu Hà), Elle (LV: Duy Quang) | Thanh Lan, Sỹ Đan | ASIA 71      | 2012 |
| 15  | Chưa Vơi Sầu Đau (Vũ Tuấn Đức)                                                                                | Thanh Trúc        | ASIA 75      | 2014 |
| 16  | Lời Nói Yêu Đầu Tiên (Vũ Tuấn Đức)                                                                            | Lê Quốc Tuấn      | ASIA 76      | 2014 |

## Sáng tác
Một số nhạc phẩm của Vũ Tuấn Đức:
- Xin Hãy Rời Xa
- Tôi Không Còn Yêu Em
- Tóc Ngang Bờ Vai
- Quán Cà Phê Vắng
- Lời Nói Yêu Đầu Tiên
- Mong Một Niềm Vui
- Ngày Em Đi Lấy Chồng
- Một Đêm Vui
- Đường Tình Nhiều Lối
- Chìm Vào Lãng Quên
- Don't Know Why
- I Could Love Again
- Bờ Cát Trắng
- Nói Đi Anh
- Cha Cha Cha Buồn
- Chiều Nhớ
- Chưa Vơi Sầu Đau
- Cuối Tuần Bên Anh
- Đắm Say Tình Mới
- Đoạn Tình 1,2,3,4,5,6,7,8,9 (với Hoàng Việt)
- Dường Như Em Đã Yêu Anh
- Em Là Niềm Cay Đắng
- Em Vẫn Mơ
- Khi
- Không Còn Ai Yêu Anh Như Em Đã Yêu Anh
- Tình Đã Vụt Bay
- Lời Khẩn Xin
- Mưa Trong Mắt Em
- Phút Chia Xa
- Tình Đã Vụt Bay
- Tình Đầu Vấn Vương
- Trăng Úa Sao Mờ
- Vùi Chôn Một Cuộc Tình (với Hoàng Việt)
- Yêu Em
- Cách Ly Sầu
- Em Phố Xưa Sài Gòn
- Cuối Tuần Bên Anh
- Để Gió Cuốn Đi Cuộc Tình
- Kinh Lạy Cha (phổ nhạc)